# 西川岳
西川岳（にしかわだけ）は、北海道の日高郡新ひだか町にある標高1,361.5mの山である。山頂には三等三角点「西川」が設置されている。

## 概要
日高山脈を構成する中日高の山で、1823峰 (1,826m)から南西に派生する尾根上に位置する。
山名の由来は定かではないが、北側をコイボクシュシビチャリ川が流れており、この川名はアイヌ語「koipok-kush-shipichari（西から来るシビチャリ川）」に由来するとされるため、この川から名がついたと考えられる。

## 登山
アプローチは非常に困難。新ひだか町側では西川岳山麓を流れる川沿いに道道111号が付近まで伸びているが、この道は静内側からは静内ダムで通行止めとなり車で行くことができずかなりの長距離を徒歩で行くことになる。なお新ひだか町側の道道111号へは三石ダムから美河林道・高見林道を経て行くこともできるがこちらも変わらず長距離である上に一部崩落箇所もある。中札内村側からは一度主稜線を越えて西川岳を目指すことになるが、中札内村側の道道111号線から主稜線を目指すルートはカムイエクウチカウシ山・コイカクシュサツナイ岳の登山ルートとしても使われる道の2通りあるがどちらも難易度の高いルートである。